# Lúcia Teixeira Furlani
Lúcia Maria Teixeira (Santos, 1954) é uma educadora, pesquisadora e escritora brasileira, destacando-se por sua contribuição no campo da Psicologia da Educação. Doutora e Mestre pela Pontifícia Universidade Católica de São Paulo (PUC-SP), sua trajetória acadêmica se iniciou na Faculdade de Filosofia, Ciências e Letras de Santos.
Atualmente, Lúcia ocupa o cargo de Presidente do Semesp (Sindicato das Entidades Mantenedoras de Ensino Superior) e Presidente da Metared TIC Brasil. Além disso, é Diretora-Presidente do Instituto Superior de Educação Santa Cecília e Presidente do Colégio Santa Cecília, instituições fundadas há 63 anos por sua família. As atividades educacionais que supervisiona incluem a gestão do Sistema Santa Cecília de Comunicação, que abrange a Universidade Santa Cecília (Unisanta), consolidando-se como uma referência no setor.
Lúcia também está à frente do Sistema Santa Cecília de Comunicação, que abrange a Rádio e TV veículos que promovem o conhecimento e a cultura na região.
Outro aspecto relevante de sua carreira é sua atuação como biógrafa oficial de Patrícia Galvão, a Pagu, uma das maiores figuras femininas do modernismo brasileiro.

## Biografia
Infância
Lúcia Maria Teixeira nasceu e viveu toda a sua vida em Santos, uma cidade que se faz presente em muitos de seus livros, seja como cenário, seja através das pessoas que por lá passaram. Filha de Milton Teixeira, nascido em Caraguatatuba (SP), e de Nilza Maria Pirilo Teixeira, nascida no Rio de Janeiro, Lúcia cresceu em uma família de educadores, que se conheceu e se estabeleceu em Santos. Desde cedo, o amor pelos livros e pelas histórias foi uma constante em sua casa, herdado dos pais, assíduos leitores e contadores de histórias. Sua mãe, que também gostava de cantar, usava a música para ensinar lições de vida aos filhos.
A convivência com os avós maternos, Sylvio e Leonilde Pirilo, imigrantes italianos, e com a tia Emília Pirilo, educadora, foi marcante para Lúcia, transmitindo-lhe o amor pela leitura. Do lado paterno, seu avô Nicolau Teixeira era estivador no porto de Santos, mas faleceu quando Lúcia ainda era pequena, e ela nunca conheceu sua avó Benedicta Rodrigues Teixeira, que morreu de tuberculose quando o pai de Lúcia tinha apenas cinco anos.
Juventude

Em 1987, Lúcia concluiu o mestrado em Psicologia da Educação pela PUC-SP, e em 1997, finalizou seu doutorado na mesma instituição. Junto com seus pais e três irmãos — Sílvia Teixeira Penteado, Maria Cecília Pirilo Teixeira e Marcelo Pirilo Teixeira — fundou o Complexo Educacional Santa Cecília, que inclui o Colégio, a Universidade e o Sistema Santa Cecília de Comunicação Educativa. A história da instituição começou em 1961, quando seus pais venderam a única casa recém-adquirida da família para comprar a escolinha primária Santa Cecília, que estava prestes a fechar com apenas 26 alunos. A partir de então, a escola se tornou o centro dos esforços familiares, crescendo junto com as ambições e o trabalho dedicado de todos.
Desde pequena, Lúcia demonstrava grande interesse por histórias, incentivada pela família. Lia tudo o que encontrava, desde livros e jornais até bulas de remédios. Esse amor pela leitura logo se transformou em um talento para escrever, seja em forma de poemas, histórias, músicas, ou mais tarde, em teses de mestrado, doutorado, pesquisas e livros sobre Psicologia, Literatura e Educação. Inspirada por seu filho Lucas Teixeira Furlani, para quem criava e contava histórias todas as noites, Lúcia iniciou sua produção de literatura infantojuvenil, destacando-se com a trilogia do tempo.

## Carreira literária e acadêmica
Autora de doze livros premiados, Lúcia Maria Teixeira tem se destacado nas áreas de Educação, Literatura, Psicologia e temáticas infantojuvenis. Entre suas obras mais conhecidas está a biografia de Patrícia Galvão, Pagu - Livre na Imaginação, no Espaço e no Tempo, além de Croquis de Pagu e VIVA PAGU - Fotobiografia de Patrícia Galvão, que foi indicada ao Prêmio Jabuti. Outro destaque é Os Cadernos de Pagu, lançado durante a Flip 2023, quando Pagu foi a Autora Homenageada.
Outras de suas publicações incluem Autoridade do Professor - Meta, Mito ou Nada Disso e A Claridade da Noite - Os Alunos do Ensino Superior, bem como Fruto Proibido - Um Olhar Sobre a Mulher. Em sua trilogia infantojuvenil, a trilogia do tempo, obras como Caminho para Ver Estrelas, Tudo É Possível - Incrível Viagem no Tempo e O Segredo da Longa Vida foram adotadas por escolas em todo o Brasil.
Além de ser autora de diversos capítulos de livros, Lúcia contribuiu para As Relações Interpessoais na Relação de Professor-Aluno e para História de Mulheres, Mulheres na História, sendo uma das 18 escritoras destacadas por sua contribuição à história e cultura brasileiras (MEC, MinC, Ibram). Participou de eventos culturais de renome, como a Bienal do Livro de São Paulo, a Bienal do Livro do Rio de Janeiro, além de duas edições da Festa Literária Internacional de Paraty (Flip). Suas pesquisas sobre Ensino Superior também foram fundamentais para o Plano Nacional de Educação 2014-2024.
Eleita em 2020 como uma das cinco brasileiras com atuação de relevância nacional, Lúcia recebeu a Medalha Mietta Santiago, concedida pelas 77 integrantes da bancada feminina da Câmara dos Deputados. Entre outros prêmios, foi agraciada com o Prêmio Jorge Amado no 28º Festival Internacional de Cinema da Bahia. Ao longo de sua carreira, tem sido membro ativo de diversas entidades culturais e científicas, tanto nacionais quanto estrangeiras.

## Prêmios e Reconhecimento
A autora recebeu diversos prêmios ao longo de sua carreira, tanto em âmbito nacional quanto internacional, reconhecendo suas contribuições para a educação, literatura e direitos das mulheres. Entre suas conquistas, destacam-se:
Em 2019, foi agraciada com o Prêmio de Literatura da 9ª Festa do Livro, durante o Fórum da Cidadania. Em 2018, recebeu a Medalha Mietta Santiago, uma homenagem concedida às cinco mulheres de maior relevância nacional, escolhidas pela bancada feminina da Câmara dos Deputados. Além disso, foi laureada com o Prêmio Anita Garibaldi em 2014, em defesa dos direitos da mulher, e o Prêmio Mérito Profissional, concedido pelo Rotary Santos Oeste em 2012.
Outros prêmios incluem a Ordem do Mérito Cultural, em 2011, e o Prêmio Profissional do Ano, da Câmara Municipal de Santos, em 2008. Sua atuação no cenário cultural também lhe rendeu o Prêmio Companheiro Paul Harris, da Fundação Rotária do Rotary Internacional, em 2002, e a Medalha José Bonifácio - O Moço, pela Academia Santista de Letras, em 2001.
Foi homenageada ainda com o Prêmio Exu Jorge Amado na Jornada Internacional de Cinema da Bahia, em 2001. Sua relevância no campo cultural e acadêmico foi reconhecida desde os anos 90. 

## Obras
- 2023 – “Os Cadernos de Pagu – manuscritos inéditos de Patrícia Galvão”

ISBN 978-6599880032 (Editoras Nocelli e Unisanta)
- 2009 - “Tudo é Possível: Incrível Viagem no Tempo”

ISBN 85-98773-04-2 (Editora: Coedição Global Editora e Editora Unisanta)
- 2008 – “O Segredo da Longa Vida”

ISBN 978-85-260-1316-2 (Editora: Coedição Global Editora e Editora Unisanta)
- 2002 – “Caminho para ver estrelas”

Ilustrações: Delone ISBN 9788524927157 (Cortez Editora)
- 2002 “As Relações Interpessoais na Formação de Professores.”

ISBN 8515025302 (Editora Loyola, 2002).
- 1998 – “A Claridade da Noite - Os Alunos do Ensino Superior Noturno”

ISBN 8524906790 / ISBN 978-8524906794 (Editora : Cortez; 1998)
- 1992 – “Fruto Proibido: um olhar sobre a mulher”

ISBN 978-6500038811 (Coedição Editora Pioneira/Unisanta)
```
 
Trilogia Pagu
```

- 2010 – “Viva Pagu – Fotobiografia de Patrícia Galvão”

ISBN 8570608446 (Coedição Imprensa Oficial do Estado de SP e Editora Unisanta)
- 2004 – “Croquis de Pagu”

ISBN 8524910313
- 1999 – “Pagu- Patrícia Galvão: livre na imaginação, no espaço e no tempo”

ISBN 8599401017 (Editora: Unisanta)

## Ligações Externas
Universidade Santa Cecília «Unisanta»

«Semesp»

«Meta Red Brasil»

«Revista Ensino Superior»

Instituto Histórico e Geográfico de Santos «IHGS»

Academia Feminina de Ciências Letras e Artes de Santos «Afclas»

«Centro de Estudos Pagu»

⁠Academia Internacional de Literatura Brasileira – «AILB»

«ProLer»

Exposição Pagu:

«Itaú Cultural»

«Exposição Santos»

«Prêmio ProLer»

«MEC Mudanças 2024»